# Иван Баграмјан
Иван Баграмјан (рус. Ива́н Христофо́рович Баграмя́н; Оване́с Хачату́рович Баграмя́н, јерм. Հովհաննես Խաչատուրի Բաղրամյան; Чардахли, 2. децембар 1897 — Москва, 21. септембар 1982) је био маршал СССР.

## Биографија.
Он је јерменског поријекла.
Био је учесник је грађанског рата у Русији 1918—1920. Почетком Другог свјетског рата 1941. је командовао армијом а касније фронтом. Јула и августа 1943. се истакао при ликвидацији Орелске избочине послије битке код Курска, као командант 11. гардијске армије.
Јуна 1944. је постао командант 1. прибалтичког фронта, који заједно са 3. бјелоруским фронтом разбио њемачку групу армија Центар код Витепска. Брзим продором до Балтика 27. јула је пресекао одступницу њемачкој 16. и 18. армији, које су до краја рата остале у Курландском џепу.
Послије рата је био командант Прибалтичког војног округа. 1956. је постао начелник Генералштабне академије, а 1958. замјеник министра одбране за позадину.
Одликован је Орденом хероја Совјетског Савеза и другима.